# Satanic Warmaster
Satanic Warmaster is een Finse blackmetalband. Het originele idee dateert uit 1998 als een eenmansproject van Satanic Tyrant Werewolf AKA Nazgul. Alles wordt door Nazgul gedaan behalve tijdens de live optredens. Daarbij helpen T.H. en vHolm nog bij.

## Huidige Leden
- Satanic Tyrant Werwolf AKA Nazgul (Lauri Penttilä) - zang en alle instrumenten
- T.H. - gitaar
- vHolm - slagwerk

## Discografie

### Demo's
- Bloody Ritual (demo) (2000)
- Gas Chamber (demo) (2000)

### Ep's, mcd's en splits
- Black Katharsis (2002)
- Krieg/Satanic Warmaster split (2003)
- The True Face of Evil (2003)
- Akitsa / Satanic Warmaster split (2004)
- Satanic Warmaster / Gestapo 666 split (2004)
- Clandestine Blaze / Satanic Warmaster split (2004)
- ...Of The Night (2004)
- Satanic Warmaster/Stutthof split (2006)
- Aryan Blood / Satanic Warmaster split (2007)
- Werewolf Hate Attack (2007)
- Revelation (2007)
- Mütiilation / Drowning the Light / Satanic Warmaster split (2007)
- Southern / Carelian - Black Metal Holocaust split (2008)
- Behexen / Satanic Warmaster split (2008)

### Live-, compilatie- en studioalbums
- Strength and Honour (2001)
- Opferblut (2003)
- Carelian Satanist Madness (2005)
- Black Metal Kommndo / Gas Chamber (best of/compilatie) (2005)
- Black Metal Massacre (livealbum) (2007)